# 2015 en cyclisme
| Années du cyclisme : 2012 - 2013 - 2014 - 2015 - 2016 - 2017 - 2018    |
| Décennies du cyclisme : 1980 - 1990 - 2000 - 2010 - 2020 - 2030 - 2040 |

Le résumé de l'année 2015 en cyclisme.

## Par mois

### Janvier
- 4 janvier : Caleb Ewan (Orica-GreenEDGE) remporte la Mitchelton Bay Cycling Classic, une série de critériums en Australie. Avec trois victoires sur quatre courses et 42 points, il devance le vainqueur de la dernière course Gregory Henderson (Équipe nationale de Nouvelle-Zélande), 25 points, et son coéquipier Michael Hepburn, 17 points. Chez les femmes, Chloe Hosking (34 points) devance Lauren Kitchen (29 points) et Elizabeth Williams (26 points).
- 8 janvier : Richie Porte (Sky) devient champion d'Australie du contre-la-montre, en devançant Rohan Dennis (BMC Racing) et Jack Bobridge (Budget Forklifts). Chez les femmes, Shara Gillow (Rabo Liv Women) remporte le titre, devant Bridie O'Donnell et Taryn Heather, tandis que Miles Scotson est sacré chez les espoirs devant Oscar Stevenson et Harry Carpenter.
- 9 janvier :
  - Michael Vink (CCT-Champion System) est sacré champion de Nouvelle-Zélande du contre-la-montre, devançant les deux coureurs de l'équipe Avanti Racing Joseph Cooper et Patrick Bevin. Chez les femmes, c'est Jaime Nielsen (BePink LaClassica) qui s'impose devant Linda Villumsen (UnitedHealthcare) et Lauren Ellis, alors que James Oram (Axeon) remporte le tire chez les espoirs.
  - L'UCI enregistre officiellement la formation Europcar en deuxième division[1].
- 11 janvier :
  - Clément Lhotellerie (Peltrax-CS Dammarie-lès-Lys) obtient le titre de champion de France de cyclo-cross, en devançant Clément Venturini (Cofidis), sacré chez les espoirs en 2014, et l'octuple tenant du titre Francis Mourey (FDJ). Du côté de l'épreuve femmes, Pauline Ferrand-Prévot (Rabo Liv Women) s’adjuge son deuxième maillot tricolore de rang, devant Caroline Mani (CC Étupes) et Lucie Chainel-Lefèvre (EC Stephanois), tandis que Fabien Doubey (CC Étupes) est sacré chez les espoirs. Dans le reste du monde, Klaas Vantornout (Sunweb-Napoleon Games) gagne en Belgique, Mathieu van der Poel (BKCP-Powerplus) aux Pays-Bas, Adam Toupalik (BKCP-Powerplus) en République tchèque, Marcel Meisen (Corendon-Kwadro) en Allemagne, Marco Aurelio Fontana (Cannondale Factory Racing) en Italie et Julien Taramarcaz (Corendon-Kwadro) en Suisse.
  - Heinrich Haussler (IAM) s'impose pour être couronné champion d'Australie. Il devance Caleb Ewan (Orica-GreenEDGE) et Neil Van der Ploeg (Avanti Racing).
  - L'équipe Avanti Racing réalise un triplé lors des championnats de Nouvelle-Zélande, où Joseph Cooper s'impose devant Thomas Davison et Jason Christie.
- 17 janvier : lors de la première journée de la troisième et dernière manche de la Coupe du monde de cyclisme sur piste, à Cali, l'Australie réalise un doublé lors des épreuves de poursuite par équipes, en devançant chez les hommes la Russie et le Royaume-Uni, et chez les femmes la Chine et les États-Unis. Les Pays-Bas s'inclinent à chaque en finale de la vitesse par équipes, chez les hommes face à la France et chez les femmes face à la Russie, tandis que respectivement la Pologne et l'Espagne complètent le podium. Ils se rattrapent avec la victoire dans l'épreuve de vitesse individuelle féminine, avec la victoire de Elis Ligtlee devant Guo Shuang (Chine) et Lee Wai-sze (Hong Kong). Enfin, Fabián Puerta (Colombie) remporte le keirin hommes. Il devance Shane Perkins (Australie) et Matthew Baranoski (États-Unis).
- 18 janvier : lors de la deuxième journée de la troisième manche de la Coupe du monde de cyclisme sur piste, Maximilian Beyer (Allemagne) s'adjuge l'omnium, grâce notamment à ses victoires la veille dans les manches du Scratch et de l'élimination. Il devance au classement final Jasper De Buyst (Belgique) et Gaël Suter (Suisse). Denis Dmitriev (RusVelo) gagne la vitesse individuelle hommes, devançant Jeffrey Hoogland (Pays-Bas) et Fabián Puerta (Colombie). Chez les femmes, Kirsten Wild (Pays-Bas), gagnante des manches du Scratch et de la poursuite individuelle, s'impose sur l'omnium, devant Leire Olaberría (Espagne) et Anna Knauer (Allemagne), et Junhong Lin (Chine) sur le keirin, en devançant Shanne Braspennincx (Pays-Bas) et Melissa Erickson (États-Unis).
- 25 janvier :
  - Triplé australien sur le Tour Down Under : vainqueur de la troisième étape, Rohan Dennis (BMC Racing) remporte le classement général devant Richie Porte (Sky) et son coéquipier Cadel Evans, qui participait à son avant-dernière course professionnelle. Dennis s'empare ainsi de la tête de l'UCI World Tour.
  - Le Néerlandais Mathieu van der Poel (BKCP-Powerplus) glane un succès sur la 6e et dernière manche de la coupe du monde de cyclo-cross, en devançant les Belges Wout van Aert (Vastgoedservice-Golden Palace) et Gianni Vermeersch (Sunweb-Napoleon Games). Le coéquipier et compatriote de ce dernier Kevin Pauwels s'adjuge le classement général, 4e de cette manche, devant les Néerlandais Lars van der Haar (Giant-Alpecin) et Corné van Kessel (Telenet-Fidea). Du côté de l'épreuve féminine, l'Italienne Eva Lechner (Colnago Sudtirol) lève les bras, devançant la Tchèque Kateřina Nash (Luna) et la Française Pauline Ferrand-Prévot (Rabo Liv Women). Au classement général, c'est la quatrième du jour, la Belge Sanne Cant (Enertherm-BKCP), qui s'impose. Elle devance sa compatriote Ellen Van Loy (VZW Young Telenet Fidea) et l'Américaine Katherine Compton (Trek Factory Racing). Chez les espoirs, la manche revient à Laurens Sweeck (Belgique) et le classement général à Michael Vanthourenhout (Belgique). Eli Iserbyt (Belgique) gagne la manche et le classement général chez les juniors.
  - Grâce notamment à ces deux victoires d'étape, l'Argentin Daniel Díaz (Funvic-São José dos Campos) s'impose sur le Tour de San Luis, en devançant les Colombiens Rodolfo Torres (Colombia) et Nairo Quintana (Movistar).
- 29 janvier : Matteo Pelucchi (IAM) remporte au sprint la première manche du Challenge de Majorque, le Trofeo Santanyí-Ses Salines-Campos. Il devance Elia Viviani (Sky) et José Joaquín Rojas (Movistar).
- 30 janvier : le Trofeo Andratx-Mirador d'Es Colomer, deuxième manche du Challenge de Majorque, revient à Steve Cummings (MTN-Qhubeka), qui bat Alejandro Valverde (Movistar) et Davide Formolo (Cannondale-Garmin).
- 31 janvier :
  - Après le titre sur route, Pauline Ferrand-Prévot (France) obtient le titre de championne du monde de cyclo-cross. Elle devance Sanne Cant (Belgique) et Marianne Vos (Pays-Bas), qui s'était imposée lors des six dernières éditions. Chez les juniors, le maillot arc-en-ciel revient à Simon Andreassen (Danemark), déjà titré dans la catégorie en VTT, qui devance Eli Iserbyt (Belgique) et Max Gulickx (Pays-Bas).
  - Après une échappée de 125 km, Alejandro Valverde (Movistar) s’adjuge la troisième manche du Challenge de Majorque, le Trofeo Serra de Tramontana, en devançant Tim Wellens (Lotto-Soudal) et Leopold König (Sky).

### Février
- 1er février :
  - Mathieu van der Poel (Pays-Bas) est sacré champion du monde de cyclo-cross, devant Wout van Aert (Belgique) et son compatriote Lars van der Haar. Le matin, la Belgique réalise un doublé lors de la course espoirs, où Michael Vanthourenhout est titré devant Laurens Sweeck et le Néerlandais Stan Godrie.
  - L'Italien Matteo Pelucchi (IAM) s'impose sur la 4e manche du Challenge de Majorque, le Trofeo Playa de Palma-Palma, devançant au sprint l'Allemand André Greipel (Lotto-Soudal) et le Britannique Ben Swift (Sky).
  - Pim Ligthart (Lotto-Soudal) s'adjuge le Grand Prix d'ouverture La Marseillaise, première épreuve de la saison en France et première manche de la Coupe de France. Il devance Kenneth Vanbilsen (Cofidis) et Antoine Demoitié (Wallonie-Bruxelles).
  - Cadel Evans (BMC Racing) participe à sa dernière course professionnelle, la Cadel Evans Great Ocean Road Race organisée pour l'occasion et dont il prend la cinquième place. L'épreuve est remportée par le Belge Gianni Meersman (Etixx-Quick Step), qui devance les Australiens Simon Clarke (Orica-GreenEDGE) et Nathan Haas (Cannondale-Garmin).
- 4 février : après avoir annoncé un parcours réduit et en partie en Espagne, le Tour Méditerranéen n'aura finalement pas lieu, à la suite de dettes trop importantes de l'organisateur vis-à-vis de la LNC et la FFC[2].
- 5 février : Daryl Impey (Orica-GreenEDGE) est titré pour la 3e saison consécutive champion d'Afrique du Sud du contre-la-montre. Il devance Reinardt Janse van Rensburg et Louis Meintjes (MTN-Qhubeka).
- 6 février : gagnante des deux dernières étapes, Elizabeth Armitstead (Boels Dolmans Cycling Team) remporte le Tour du Qatar féminin, devant Chloe Hosking (Wiggle Honda) et sa coéquipière Ellen van Dijk.
- 7 février :
  - Auteur de deux victoires d'étape, Mark Cavendish (Etixx-Quick Step) s'impose sur le Tour de Dubaï, en devançant John Degenkolb (Team Giant-Alpecin), qui a aussi levé les bras, et Juan José Lobato (Movistar).
  - Rigoberto Urán (Etixx-Quick Step) est sacré champion de Colombie du contre-la-montre, devant Rafael Infantino (EPM-Tigo UNE-Área Metropolitana) et Hernando Bohórquez (Boy raza del camp-Lot-IND).
  - Jacques Janse van Rensburg (MTN-Qhubeka) est le nouveau champion d'Afrique du Sud, devançant Daryl Impey (Orica-GreenEDGE) et Jayde Julius.
- 8 février :
  - Rohan Dennis (BMC Racing Team) est le nouveau détenteur du record de l'heure, effaçant la précédente marque en 52,491 km à Granges[3].
  - Grâce à son succès sur le contre-la-montre final, Bob Jungels (Trek Factory Racing) enlève le classement général de l'Étoile de Bessèges. Il devance Tony Gallopin (Lotto-Soudal), vainqueur la veille, et son coéquipier Fabio Felline.
  - L'Italien Manuel Belletti (Southeast) remporte le GP de la côte étrusque. Ses compatriotes Davide Viganò (Team Idea 2010) et Niccolò Bonifazio (Lampre-Merida) l'accompagnent sur le podium.
  - Robinson Chalapud (Orgullo Antioqueño) devient champion de Colombie, devant Daniel Jaramillo (Jamis-Hagens Berman) et Jeffry Romero (Boyacá raza de campeones).
  - L'Australien Cameron Meyer (Orica-GreenEDGE) s'impose sur l'Herald Sun Tour, en devançant les Néo-Zélandais Patrick Bevin et Joseph Cooper (Avanti Racing).
- 13 février : notamment grâce à son contre-la-montre victorieux, Niki Terpstra (Etixx-Quick Step) conserve son titre sur le Tour du Qatar, en battant Maciej Bodnar (Tinkoff-Saxo) et Alexander Kristoff (Team Katusha), vainqueur de trois étapes.
- 14 février : Rein Taaramäe (Astana) s'adjuge le Tour de Murcie, devançant Bauke Mollema (Trek Factory Racing) et Zdeněk Štybar (Etixx-Quick Step).
- 15 février : Mark Cavendish (Etixx-Quick Step) gagne la Clásica de Almería. Il devance au sprint Juan José Lobato (Movistar) et son coéquipier Mark Renshaw.
- 18 février : lors des championnats du monde sur piste, la Nouvelle-Zélande est disqualifiée en finale de la vitesse par équipes, le titre revient donc à la France, tandis que l'Allemagne obtient la médaille de bronze. Sur l'épreuve féminine, la Chine s'impose devant la Russie et l'Australie. Enfin, Stephanie Pohl (Allemagne) remporte la course aux points femmes, en devançant Minami Uwano (Japon) et Kimberly Geist (États-Unis).
- 19 février :
  - Lors des mondiaux de cyclisme sur piste, les nations du Commonwealth dominent la poursuite par équipes, où le titre revient chez les hommes à la Nouvelle-Zélande, devant le Royaume-Uni et l'Australie, chez les femmes à l'Australie, devant le Royaume-Uni et le Canada. Chez les hommes, François Pervis (France) conserve son maillot arc-en-ciel sur le keirin, en battant Edward Dawkins (Nouvelle-Zélande) et Azizulhasni Awang (Malaisie), tandis que Lucas Liss (Allemagne) gagne le scratch. Il devance Albert Torres (Espagne) et Bobby Lea (États-Unis). Du côté des femmes, Anastasia Voynova (Russie) s'adjuge le 500 mètres contre-la-montre, en devançant Anna Meares (Australie) et Miriam Welte (Allemagne).
  - Davide Cimolai (Lampre-Merdida) remporte au sprint le Trophée Laigueglia, devant Francesco Gavazzi (Southeast) et Alexey Tsatevitch (Team Katusha).
- 20 février : lors des championnats du monde de cyclisme sur piste, chez les hommes, François Pervis (France) remporte le Kilomètre contre-la-montre, devant Joachim Eilers (Allemagne) et Matthew Archibald (Nouvelle-Zélande) ; la course aux points revient à Artur Ershov (Russie), qui devance Eloy Teruel (Espagne) et Maximilian Beyer (Allemagne). Rebecca Wiasak (Australie) s'impose sur la poursuite individuelle femmes, en devançant Jennifer Valente (États-Unis) et sa compatriote Amy Cure.
- 21 février : lors des championnats du monde de cyclisme sur piste, chez les hommes, Fernando Gaviria (Colombie) s'adjuge l'omnium. Leader après la première journée, il devance finalement Glenn O'Shea (Australie), vainqueur de l'épreuve de poursuite, et Elia Viviani (Italie), pourtant gagnant de trois épreuves (scratch, élimination et tour lancé). Stefan Küng (Suisse) gagne la poursuite individuelle hommes, devançant Jack Bobridge (Australie) et Julien Morice (France). Chez les femmes, Kirsten Wild (Pays-Bas) remporte le scratch, devant Amy Cure (Australie) et Allison Beveridge (Canada), et Kristina Vogel (Allemagne) la vitesse individuelle, devançant Elis Ligtlee (Pays-Bas) et Zhong Tianshi (Chine).
- 22 février :
  - Lors des championnats du monde de cyclisme sur piste, chez les hommes, la France remporte la course à l'Américaine, en devançant l'Italie et la Belgique, et Grégory Baugé (France) obtient le titre en vitesse individuelle. Ce dernier devance Denis Dmitriev (Russie) et Quentin Lafargue (France). Avec la première place de deux épreuves (500 mètres contre-la-montre et tour lancé), Annette Edmondson (Australie) est sacrée championne du monde de l'omnium, devant Laura Trott (Royaume-Uni), qui s'impose dans les manches de poursuite individuelle et de la course à élimination, et Kirsten Wild (Pays-Bas), gagnante de la course aux points. Enfin, Anna Meares (Australie) obtient la victoire sur le keirin, en battant Shanne Braspennincx (Pays-Bas) et Lisandra Guerra (Cuba).
  - Vainqueur tout d'abord de la 4e étape, Rafael Valls (Lampre-Merida) crée la surprise en prenant la première place du Tour d'Oman, en devançant Alejandro Valverde (Movistar) et Tejay van Garderen (BMC Racing Team).
  - Pour leur première course de l'année, Christopher Froome (Team Sky) et Alberto Contador (Tinkoff-Saxo), vainqueurs chacun d'une étape, s'affrontent en tête du classement général de la Ruta del Sol[4]. Froome devance finalement Contador au classement, tandis que Beñat Intxausti (Movistar) complète le podium.
  - Gagnant de la 2e étape, Geraint Thomas (Team Sky) s'impose sur le Tour d'Algarve. Il devance Michał Kwiatkowski (Etixx-Quick Step) et Tiago Machado (Team Katusha).
  - Le Tour du Haut-Var revient à Ben Gastauer (AG2R La Mondiale), qui glâne également une étape. Il devance Philippe Gilbert (BMC Racing Team) et Jonathan Hivert (Bretagne-Séché).
  - Rafaâ Chtioui (Skydive Dubai) s'adjuge la Tropicale Amissa Bongo, devant Giovanni Bernaudeau (Europcar) et Abdelkader Belmokhtar (Équipe d'Algérie).
- 27 février : en s'appuyant sur les conclusions d'un audit de l'Institut des Sciences du Sport de l'Université de Lausanne, l'UCI saisit la commission des licences pour que celle-ci suspende la licence World Tour de l'équipe Astana[5].
- 28 février :
  - Ian Stannard (Team Sky) remporte le Circuit Het Nieuwsblad, en devançant Niki Terpstra et Tom Boonen (Etixx-Quick Step).
  - Eduardo Sepúlveda (Bretagne-Séché) gagne la Classic Sud Ardèche, devançant Julien Loubet (Marseille 13 KTM) et Fabio Felline (Trek Factory Racing).

### Mars
- 1er mars :
  - Mark Cavendish (Etixx-Quick Step) s'impose sur Kuurne-Bruxelles-Kuurne. Il devance Alexander Kristoff (Team Katusha) et Elia Viviani (Team Sky).
  - Samuel Dumoulin (AG2R La Mondiale) remporte la Drôme Classic, devant Fabio Felline (Trek Factory Racing) et Sébastien Delfosse (Wallonie-Bruxelles).
  - Triplé Italien sur le GP de Lugano, où Niccolò Bonifazio (Lampre-Merida) devance Francesco Gavazzi (Southeast) et Matteo Montaguti (AG2R La Mondiale).
- 4 mars : Kris Boeckmans (Lotto-Soudal) s'adjuge Le Samyn, en devançant Gianni Meersman (Etixx-Quick Step) et Christophe Laporte (Cofidis).

### Avril
- 5 avril :
  - Alexander Kristoff (Katusha) s'adjuge le Tour des Flandres en devançant au sprint Niki Terpstra (Etixx-Quick Step). Greg Van Avermaet (BMC Racing) prend la troisième place à quelques secondes du vainqueur.
- 12 avril :
  - Paris-Roubaix est remporté par John Degenkolb (Giant-Alpecin). Il est suivi dans le même temps par Zdeněk Štybar (Etixx-Quick Step) et par Greg Van Avermaet (BMC Racing).
- 19 avril :
  - Michał Kwiatkowski (Etixx-Quick Step) remporte l'Amstel Gold Race devant Alejandro Valverde (Movistar) et Michael Matthews (Orica-GreenEDGE).
- 22 avril :
  - Alejandro Valverde (Movistar) s'impose pour la troisième fois de sa carrière sur la Flèche wallonne. Il devance Julian Alaphilippe (Etixx-Quick Step) et Michael Albasini (Orica-GreenEDGE).
- 24 avril :
  - Richie Porte (Sky) gagne le Tour du Trentin. Mikel Landa (Astana) et Leopold König (Sky) complètent le podium.
- 26 avril :
  - Alejandro Valverde (Movistar) remporte Liège-Bastogne-Liège et réalise le doublé quelques jours après sa victoire sur la Flèche wallonne. Il s'agit de sa troisième victoire sur la Doyenne. Il s'impose au sprint devant Julian Alaphilippe (Etixx-Quick Step) et Joaquim Rodríguez (Katusha).

### Mai
- 9 mai : début du Tour d'Italie.
- 31 mai : fin du Tour d'Italie.

### Juin
- 7 juin : Bradley Wiggins bat le record de l'heure à Londres en parcourant 54,526 km[6].

### Juillet
- 4 juillet : début du Tour de France à Utrecht aux Pays-Bas. La première étape est un contre-la-montre de 14 km remporté par Rohan Dennis (BMC) qui est le premier porteur du maillot jaune.
- 5 juillet-12 juillet : première semaine du Tour de France. André Greipel (Lotto Soudal) remporte la deuxième étape à Zélande marquée par de nombreux favoris piégés par des coups de bordure (dont Vincenzo Nibali et Nairo Quintana). Le Suisse Fabian Cancellara (Trek) prend le maillot jaune. La troisième étape dont l'arrivée est adjugée en haut du fameux Mur de Huy est remportée par l'Espagnol Joaquim Rodriguez (Katusha) et le Britannique Christopher Froome (Sky) prend le maillot jaune. Tony Martin (Etixx-Quick Step) gagne la quatrième étape à Cambrai et prend la tête du classement général. La cinquième étape, dont l'arrivée est donnée à Amiens, est remportée par l'Allemand André Greipel (Lotto Soudal). Zdenek Stybar (Etixx-Quick Step) remporte la sixième étape au Havre. Tony Martin, le maillot jaune, abandonne. Mark Cavendish (Etixx-Quick Step) gagne la septième étape au sprint à Fougères, Christopher Froome reprend la tête du classement général. La huitième étape jugée à Mur de Bretagne est remportée par le Français Alexis Vuillermoz (AG2R la Mondiale). Le contre-la-montre par équipe de la neuvième étape est remporté par l'équipe BMC Racing Team à Plumelec.
- 14 juillet-20 juillet : deuxième semaine du Tour de France. Le Britannique Christopher Froome (Sky) remporte la dixième étape et assoit sa concurrence lors de la première étape de montagne dans les Pyrénées à La Pierre Saint-Martin. Le Polonais Rafal Majka (Tinkoff-Saxo) remporte la onzième étape à Cauterets. L'Espagnol Joaquim Rodriguez (Katusha) gagne la douzième étape au Plateau de Beille. Le Belge Greg Van Avermaet (BMC) s'adjuge la treizième étape à Rodez. Le Britannique Stephen Cummings (MTN-Qhubeka) remporte la quatorzième étape à Mende. L'Espagnol Ruben Plaza (Lampre-Merida) gagne la quinzième étape à Gap.
- 22 juillet-25 juillet : troisième semaine du Tour de France dans les Alpes. La seizième étape, dont l'arrivée est jugée à Pra-Loup, est remportée par l'Allemand Simon Geschke (Giant-Alpecin). Le Français Romain Bardet (AG2R La Mondiale) gagne la dix-septième étape à Saint-jean-de-Maurienne. La dix-huitième étape est adjugée par Vincenzo Nibali (Astana) à La Toussuire. La dernière étape de montagne de ce Tour de France dont l'arrivée est jugée au sommet de l'Alpe d'Huez est remportée par le Français Thibaut Pinot (FDJ).
- 26 juillet : fin du Tour de France. L'Allemand André Greipel (Lotto-Soudal) remporte la dernière étape aux Champs-Élysées. Christopher Froome (Sky) remporte pour la deuxième fois le classement général final du Tour de France. Le colombien Nairo Quintana (Movistar) et l'Espagnol Alejandro Valverde (Movistar) complètent le podium. Le maillot vert du classement par point est remporté par le Slovaque Peter Sagan (Tinkoff-Saxo). Le classement de la montagne est remportée par Christopher Froome (Sky). Le classement du meilleur jeune est remporté par Nairo Quintana (Movistar). Le Français Romain Bardet (AG2R la Mondiale) est élu Super-Combatif. Le classement par équipes est remporté par Movistar Team.

### Août
- 22 août : début du Tour d'Espagne.

### Septembre
- 13 septembre : fin du Tour d'Espagne.

### Octobre
- 5 octobre : à Bordeaux, présentation au grand public d'Alpha, le premier vélo à assistance électrique fonctionnant à l'hydrogène et fabriqué en série[7].

## Grands tours

### Tour d'Italie
- Vainqueur :  Alberto Contador
- 2e :  Fabio Aru
- 3e :  Mikel Landa
- Classement par points :  Giacomo Nizzolo
- Classement de la montagne :  Giovanni Visconti
- Classement du meilleur jeune :  Fabio Aru
- Classement de la meilleure équipe :  Astana

### Tour de France
- Vainqueur :  Christopher Froome
- 2e :  Nairo Quintana
- 3e :  Alejandro Valverde
- Classement par points :  Peter Sagan
- Classement de la montagne :  Christopher Froome
- Classement du meilleur jeune :  Nairo Quintana
- Classement de la meilleure équipe :  Movistar
- Super-combatif :  Romain Bardet

### Tour d'Espagne
- Vainqueur :  Fabio Aru
- 2e :  Joaquim Rodríguez
- 3e :  Rafał Majka
- Classement par points :  Alejandro Valverde
- Classement de la montagne :  Omar Fraile
- Classement du combiné :  Joaquim Rodríguez
- Classement de la meilleure équipe :  Movistar

## Principales classiques
- Milan-San Remo :  John Degenkolb (Giant-Alpecin)
- Grand prix E3 :  Geraint Thomas (Sky)
- Gand-Wevelgem :  Luca Paolini (Katusha)
- Tour des Flandres :  Alexander Kristoff (Katusha)
- Paris-Roubaix :  John Degenkolb (Giant-Alpecin)
- Amstel Gold Race :  Michał Kwiatkowski (Etixx-Quick Step)
- Flèche wallonne :  Alejandro Valverde (Movistar)
- Liège-Bastogne-Liège :  Alejandro Valverde (Movistar)
- Classique de Saint-Sébastien :  Adam Yates (Orica-GreenEDGE)
- Vattenfall Cyclassics :  André Greipel (Lotto Soudal)
- Grand Prix Ouest-France de Plouay :  Alexander Kristoff (Katusha)
- Grand Prix Cycliste de Québec :  Rigoberto Uran (Etixx-Quick Step)
- Grand Prix Cycliste de Montréal :  Tim Wellens (Lotto Soudal)
- Tour de Lombardie :  Vincenzo Nibali (Astana)
- Paris-Tours :  Matteo Trentin (Etixx-Quick Step)

## Championnats

### Championnats du monde

#### Championnats du monde de cyclo-cross
| Épreuves       | Or                           | Argent               | Bronze                  |
| -------------- | ---------------------------- | -------------------- | ----------------------- |
| Élites hommes  | Mathieu van der Poel (NED)   | Wout van Aert (BEL)  | Lars van der Haar (NED) |
| Élites femmes  | Pauline Ferrand-Prévot (FRA) | Sanne Cant (BEL)     | Marianne Vos (NED)      |
| Espoirs hommes | Michael Vanthourenhout (BEL) | Laurens Sweeck (BEL) | Stan Godrie (NED)       |
| Juniors hommes | Simon Andreassen (DEN)       | Eli Iserbyt (BEL)    | Max Gulickx (NED)       |

#### Championnats du monde sur piste
Hommes
| Épreuves                   | Or                                                                             | Argent                                                            | Bronze                                                                 |
| -------------------------- | ------------------------------------------------------------------------------ | ----------------------------------------------------------------- | ---------------------------------------------------------------------- |
| Kilomètre contre-la-montre | François Pervis                                                                | Joachim Eilers                                                    | Matthew Archibald                                                      |
| Keirin                     | François Pervis                                                                | Edward Dawkins                                                    | Azizulhasni Awang                                                      |
| Vitesse                    | Grégory Baugé                                                                  | Denis Dmitriev                                                    | Quentin Lafargue                                                       |
| Vitesse par équipes        | Grégory Baugé Michaël D'Almeida Kévin Sireau France                            | Edward Dawkins Ethan Mitchell Sam Webster Nouvelle-Zélande        | Joachim Eilers René Enders Robert Förstemann Allemagne                 |
| Poursuite individuelle     | Stefan Küng                                                                    | Jack Bobridge                                                     | Julien Morice                                                          |
| Poursuite par équipes      | Alex Frame Dylan Kennett Regan Gough Pieter Bulling Marc Ryan Nouvelle-Zélande | Andrew Tennant Owain Doull Steven Burke Edward Clancy Royaume-Uni | Miles Scotson Alexander Edmondson Luke Davison Jack Bobridge Australie |
| Course aux points          | Artur Ershov                                                                   | Eloy Teruel                                                       | Maximilian Beyer                                                       |
| Américaine                 | Morgan Kneisky Bryan Coquard France                                            | Elia Viviani Marco Coledan Italie                                 | Otto Vergaerde Jasper de Buyst Belgique                                |
| Scratch                    | Lucas Liss                                                                     | Albert Torres                                                     | Bobby Lea                                                              |
| Omnium                     | Fernando Gaviria                                                               | Glenn O'Shea                                                      | Elia Viviani                                                           |

Femmes
| Épreuves                    | Or                                                                     | Argent                                                               | Bronze                                                               |
| --------------------------- | ---------------------------------------------------------------------- | -------------------------------------------------------------------- | -------------------------------------------------------------------- |
| 500 mètres contre-la-montre | Anastasiia Voinova                                                     | Anna Meares                                                          | Miriam Welte                                                         |
| Keirin                      | Anna Meares                                                            | Shanne Braspennincx                                                  | Lisandra Guerra                                                      |
| Vitesse                     | Kristina Vogel                                                         | Elis Ligtlee                                                         | Zhong Tianshi                                                        |
| Vitesse par équipes         | Gong Jinjie Zhong Tianshi Chine                                        | Daria Shmeleva Anastasiia Voinova Russie                             | Kaarle McCulloch Anna Meares Australie                               |
| Poursuite                   | Rebecca Wiasak                                                         | Jennifer Valente                                                     | Amy Cure                                                             |
| Poursuite par équipes       | Annette Edmondson Ashlee Ankudinoff Amy Cure Melissa Hoskins Australie | Katie Archibald Laura Trott Elinor Barker Joanna Rowsell Royaume-Uni | Allison Beveridge Jasmin Glaesser Kirsti Lay Stephanie Roorda Canada |
| Course aux points           | Stephanie Pohl                                                         | Minami Uwano                                                         | Kimberly Geist                                                       |
| Scratch                     | Kirsten Wild                                                           | Amy Cure                                                             | Allison Beveridge                                                    |
| Omnium                      | Annette Edmondson                                                      | Laura Trott                                                          | Kirsten Wild                                                         |

#### Championnats du monde sur route
| Contre-la-montre | Or                       | Argent                      | Bronze                |
| ---------------- | ------------------------ | --------------------------- | --------------------- |
| Élites hommes    | Vasil Kiryienka (BLR)    | Adriano Malori (ITA)        | Jérôme Coppel (FRA)   |
| Élites femmes    | Linda Villumsen (NZL)    | Anna van der Breggen (NED)  | Lisa Brennauer (GER)  |
| Espoirs hommes   | Mads Würtz Schmidt (DEN) | Maximilian Schachmann (GER) | Lennard Kämna (GER)   |
| Juniors hommes   | Leo Appelt (GER)         | Adrien Costa (USA)          | Brandon McNulty (USA) |
| Juniors femmes   | Chloé Dygert (USA)       | Emma White (USA)            | Anna-Leeza Hull (AUS) |
| Équipes hommes   | BMC Racing (USA)         | Etixx-Quick Step (BEL)      | Movistar (ESP)        |
| Équipes femmes   | Velocio-SRAM (USA)       | Boels Dolmans (NED)         | Rabo Liv Women (NED)  |

| Course en ligne | Or                         | Argent                       | Bronze                     |
| --------------- | -------------------------- | ---------------------------- | -------------------------- |
| Élites hommes   | Peter Sagan (SVK)          | Michael Matthews (AUS)       | Ramūnas Navardauskas (LTU) |
| Élites femmes   | Elizabeth Armitstead (GBR) | Anna van der Breggen (NED)   | Megan Guarnier (USA)       |
| Espoirs hommes  | Kévin Ledanois (FRA)       | Simone Consonni (ITA)        | Anthony Turgis (FRA)       |
| Juniors hommes  | Felix Gall (AUT)           | Clément Bétouigt-Suire (FRA) | Rasmus Pedersen (DAN)      |
| Juniors femmes  | Chloé Dygert (USA)         | Emma White (USA)             | Agnieszka Skalniak (POL)   |

### Principaux champions nationaux sur route
- Afrique du Sud : Jacques Janse van Rensburg (MTN-Qhubeka)
- Australie : Heinrich Haussler (IAM)
- Colombie : Robinson Chalapud (Orgullo Antioqueño)
- Espagne : Alejandro Valverde (Movistar)
- France : Steven Tronet (Auber 93)
- Italie : Vincenzo Nibali (Astana)
- Nouvelle-Zélande : Joseph Cooper (Avanti Racing)
- Pays-Bas : Niki Terpstra (Etixx-Quick Step)
- Slovaquie : Peter Sagan (Tinkoff-Saxo)

## Principaux décès
- 12 janvier : Peder Pedersen, membre du Comité directeur de l'UCI[8]
- 18 février : Claude Criquielion, cycliste belge
- 21 février : Mohammed El Gourch (° 11 janvier 1936)
- 12 avril : Noël De Pauw, cycliste belge (° 25 juillet 1942)
- 31 mai : François Mahé
- 4 décembre : Eric De Vlaeminck, cycliste belge (° 23 mars 1945)